# Leuconostoque
Leuconostoc
Genre
Les leuconostoques (le genre Leuconostoc) sont des bactéries lactiques à Gram positif, de la famille des Leuconostocaceae de l'ordre Lactobacillales.
Ils sont reliés sur le plan phénotypique aux Lactobacillus et aux Pediococcus et partagent beaucoup de caractères avec les lactobacilles hétérofermentaires.

## Étymologie et histoire
Le terme scientifique Leuconostoc est dérivé du grec leukos « clair, blanc » et nostoc « algue », car les leuconostoques peuvent apparaître à l'examen microscopique, sous forme de chaînes, d'aspect mucilagineux, non pigmenté.
Il a été introduit par Van Tieghem, biologiste formé auprès de Louis Pasteur dans son étude « sur la gomme de sucrerie ». Une monographie de 1887, décrit Leuconostoc mesenteroides ainsi : « cellules simples, en chaînes ou en zoogloes, entourées d'une enveloppe gélatineuse épaisse ...Cette forme se rencontre parfois dans le jus de betterave et les mélasses qu'elle transforme en masses gélatineuses en moins de douze heures, tant son développement est rapide ». Les premières souches ont été isolées lors d'accidents apparus dans les sucreries. Les leuconostoques qui étaient responsables de ces accidents produisent des dextranes et en milieu saccharosé, les chaînes de coques sont entourées d'une gaine mucilagineuse.
En un siècle, la classification des Leuconostocs n'a cessé de connaître des remaniements nécessités par la découverte de nouveaux faits. En 1983, Ellen Garvie découvrit que Leuconostoc mesenteroides, Leuconostoc dextranicum et Leuconostoc cremosis étaient génétiquement proches et proposa de les reclasser comme sous-espèces de Leuconostoc mesenteroides. En 1993, il fut proposé de reclasser Leuconostoc paramesenteroides et des espèces de Lactobacillus proches sous un nouveau genre nommé Weisella. En 1995, c'est Leuconostoc oenos qui est reclassé dans un nouveau genre Oenococcus créé pour lui.

## Écologie
Les leuconostoques se rencontrent dans la nature et font partie de la microflore de la plupart des champs cultivés. On les retrouve souvent sur les plantes et dans divers aliments comme le lait et les produits laitiers fermentés (fromages, kéfir), les végétaux fermentés (vin, cidre, olives, choucroute), la viande réfrigérée et le sang humain,.
Ils sont très abondants dans les fromages à pâte molle fabriqués avec du lait cru (à raison de un million à un milliard par gramme de fromage prêts à être consommés) :
| Teneur en leuconostoques de quelques fromages français |            |                      |               |         |
| Fromage                                                | charollais | crottin de Chavignol | pont-l'évêque | cantal  |
| niveau (/g de fromage)                                 | 107-109    | 107-108              | 108-109       | 106-107 |

Ils ont des exigences nutritionnelles complexes. En général, sont nécessaires l'acide nicotinique, la thiamine, la biotine et l'acide pantothénique, avec des variations d'une espèce à l'autre. Les exigences en acides aminés sont aussi importantes, les souches ne formant pas de dextranes réclamant plus de huit acides aminés.

## Caractères bactériologiques
Les leuconostoques sont des bactéries lactiques Gram-positives, non-pathogènes, tolérant les milieux acides. Ce sont des coques, de forme lenticulaire sur gélose et de forme allongée sur glucose, si bien qu'ils peuvent morphologiquement ressembler plus à des lactobacilles qu'à des streptocoques.  Ils se groupent par paires ou par chaînes.
Ils ont une grande aptitude à former des biofilms avec production de substances gélatineuses. Ainsi, Leuconostoc mesentoroides convertit les sucres en mannitol et en dextrane. C'est la principale bactérie contaminante de l'industrie sucrière de la canne à sucre ou de la betterave sucrière, capable de transformer le saccharose en dextrane et fructose.
Les leuconostoques produisent aussi des bactériocines actives contre certaines bactéries pathogènes.
Ils peuvent produire des quantités significatives de diacétyle à partir de citrate. Celui-ci est à l'origine d'odeurs fortes, plus intéressantes pour la production des produits laitiers fermentés (fromage, yaourts) que des boissons alcoolisées.
En général, leur température optimale de croissance se situe entre 18 et 25 °C. Leur pH optimal de croissance est entre 6,3 et 6,5. Ils sont :
- Non mobiles et ne forment pas de spores
- Gram positif
- Anaérobie facultative
- Catalase négatif (absence de l'enzyme catalase capable de décomposer l'eau oxygénée)
- Oxydase négatif (absence de l'enzyme oxydase capable d'oxyder)
- Mésophile (température de croissance entre 25 et 40 °C)
- Hétérofermentaires (le métabolisme du lactose produit des quantités équimolaires d'acide lactique D-(-), d'éthanol et de CO2).
- Intrinsèquement résistants à la vancomycine.
- Incapacité à hydrolyser l'arginine.

Lorsque ces critères sont satisfaits, ils suffisent en général à classer un organisme dans le genre Leuconostoc.
Les leuconostoques peuvent être séparés de la plupart des lactobacilles hétérofermentaires par le type l'acide lactique produit : alors que ces derniers produisent typiquement un mélange de D- et L-lactates, les leuconostoques produisent uniquement du D-(-)-lactate.
Les leuconostoques ne contiennent pas de cycle des acides tricarboxyliques (ou cycle de Krebs) pouvant récupérer de l'énergie sous forme d'ATP par phosphorylation oxydative.  La production d'ATP se fait lors de la fermentation des sucres en acide lactique, éthanol ou acétate, et CO2. Le métabolisme du citrate joue un rôle important en fermentation laitière, et celui du malate en fermentation alcoolique.

## Liste des espèces
D'après Microbe Wiki :
- L. carnosum
- L. citreum
- L. durionis
- L. fallax
- L. ficulneum
- L. fructosum
- L. garlicum
- L. gasicomitatum
- L. gelidum
- L. inhae
- L. kimchii
- L. lactis
- L. mesenteroides
  - Ln. mesentoroides subsp. mesenteroides
  - Ln. mesentoroides subsp. dextranicum
  - Ln. mesenteroides subsp. cremosis
  - Ln. mesenteroides subsp. sake
- L. pseudoficulneum
- L. pseudomesenteroides

Synonymie : 

Les noms suivants ne sont plus considérés comme des espèces du genre Leuconostoc:
- Leuconostoc oenos (1967), renommé Oenococcus oeni (1995).
- Leuconostoc paramesenteroides (1967) renommé Weisella paramesenteroides (1993)

## Utilisations
Les leuconostoques sont très utilisés en technologie fromagère pour leur aptitude à participer à la protéolyse et à la lipolyse, pour leur production de CO2, de diacétyle et d'acétoïne. La protéolyse et la formation de composés volatils sont des événements essentiels de l'affinage. Par contre lors de la coagulation, leur capacité à acidifier le lait est très faible, sauf pour Leuconostoc lactis. C'est pourquoi les leuconostoques sont toujours utilisés dans des levains mixtes en association avec des bactéries lactiques acidifiantes, notamment des lactocoques.
Dans les levains producteurs d'arômes, les lactocoques biovar. diacetylactis sont associés à des Leuconostoc pour éviter une production excessive d'acétaldéhyde qui dans ce cas, peut être responsable de défauts de flaveur.
Par leur production de CO2, les leuconostoques jouent un rôle important dans la fabrication du roquefort. Pour que la moisissure de Penicillium puisse se développer dans le fromage et lui donner son aspect persillé, il est nécessaire que le caillé soit « ouvert ». Suivant Devoyod et Muller (1969) l'ouverture que l'on observe au cours des 48 premières heures qui suivent l'emprésurage, semble être due à l'action des Leuconostoc (Ln. mesentoroides subsp. dextranicum et Ln. mesentoroides subsp. mesenteroides sont les deux sous-espèces dominantes).